# Klaus Hommrich
Klaus Hommrich (* 17. Oktober 1950) ist ein ehemaliger deutscher Fußballspieler, der als Aktiver von SV Röchling Völklingen in den Jahren 1972 und 1973 an dem Wettbewerb der Bundesligaaufstiegsrunden teilgenommen hat.

## Laufbahn

### Jugend und Amateur – bis 1970
Als A-Jugendlicher der Eisbachtaler Sportfreunde wurde der vom SC Großholbach stammende Defensivspieler Klaus Hommrich in der Runde 1968/69 vom DFB in die deutsche Jugendnationalmannschaft berufen. Sein Debüt in der DFB-Jugendauswahl feierte er am 22. September 1968 in Augsburg beim Freundschaftsspiel gegen Jugoslawien. Im März 1969 bildete er zusammen mit Jürgen Sobieray bei den zwei erfolgreichen Qualifikationsspielen für das UEFA-Turnier gegen Schweden das deutsche Verteidigerpaar. Im UEFA-Turnier 1969, es wurde im Mai in der DDR ausgetragen, stand er an der Seite der Mitspieler Paul Breitner, Uli Hoeneß, Rolf Rüssmann, Klaus Scheer und Sobieray in den jeweils mit 0:1 Toren verlorenen Gruppenspielen gegen Bulgarien und Frankreich im deutschen Team. Das Talent aus dem Westerwald nahm zur Runde 1969/70 das Vertragsangebot des Bundesligisten Eintracht Frankfurt an und wechselte in die Mainmetropole.
Eintracht-Trainer Erich Ribbeck versuchte mit den Neuzugängen Horst Heese, Hommrich, Albert Wachsmann und Gerhard Wagner die Abgänge von Walter Bechtold, Ernst Abbe, Helmut Kraus, Oskar Lotz und Heiko Racky zu kompensieren. Aus finanziellen Gründen versuchte Frankfurt mit einem Kader von 19 Spielern (15 Lizenzspieler und vier Amateure) die Saison zu bestreiten.
Bereits am zweiten Spieltag, den 22. August 1969, debütierte die Nachwuchshoffnung aus Eisbachtal in der Fußball-Bundesliga. Er wurde für den verletzten Wilhelm Huberts in der 40. Minute beim 2:1-Heimsieg gegen Schalke 04 in der Abwehr eingewechselt. In der Vorrunde folgten noch sechs weitere Einsätze. Im Lauf der Runde etablierte sich aber mit Torhüter Peter Kunter und Karl-Heinz Wirth, Friedel Lutz, Huberts und Lothar Schämer die Stammformation der Eintracht-Abwehr, so dass Hommrich nur noch am Schlusstag der Saison, am 3. Mai 1970, bei der 1:5-Niederlage beim Hamburger SV zu einem weiteren Bundesligaeinsatz kam.
Beim DFB konnte er in der Amateurnationalmannschaft zusätzliche Wettkampferfahrung sammeln. Am 2. September 1969, nach zwei Bundesligaeinsätzen, feierte er bei der DFB-Auswahl in Frechen beim Länderspiel gegen Israel seinen Einstand. Er bildete mit Egon Schmitt und Dieter Mietz beim 1:1-Remis die Läuferreihe und zeichnete sich als Torschütze der Mannschaft von Spielführer Erhard Ahmann aus. Seine zweite Berufung in die Amateurnationalmannschaft erhielt Hommrich im Rahmen des UEFA Amateur Cup 1970, als er am 22. November 1969 in Hagen beim 2:2-Unentschieden für den verletzten Spielführer Ahmann eingewechselt wurde. Es war das letzte Spiel der DFB-Amateure unter DFB-Trainer Udo Lattek, da dieser im März 1970 als Vereinstrainer zum FC Bayern München wechselte. Als Jupp Derwall als Lattek-Nachfolger am 25. März 1970 erstmals die DFB-Amateure betreute – es ging in Meppen gegen Holland –, bildete Hommrich mit Friedhelm Haebermann, Dieter Mietz und Dieter Zorc die Defensive beim 1:1-Remis.
Nach acht Bundesligaeinsätzen und drei Amateurländerspielen in der Saison 1969/70 beendete Klaus Hommrich im Sommer 1970 das Kapitel Eintracht Frankfurt und schloss sich zur Runde 1970/71 dem SV Röchling Völklingen in der Regionalliga Südwest an.

### Völklingen – 1970 bis 1979
Unter Trainer Radoslav Momirski gehörte Hommrich der Stammformation der Rot-Schwarzen vom Stadion am Köllerbach an und erreicht mit seinem neuen Verein in der Saison 1970/71 den zehnten Rang in der Fußball-Regionalliga Südwest. Die Tabellenspitze mit Borussia Neunkirchen, FK Pirmasens und Südwest Ludwigshafen war aber weit entfernt. Sportlich ging es in den nächsten zwei Runden deutlich aufwärts, Völklingen konnte 1972 und 1973 zweimal die Vizemeisterschaft im Südwesten erringen. Herausragend war dabei die Defensive die in der Saison 1972/73 in 30 Ligaspielen nur 19 Gegentore hinnehmen musste. Klaus Hommrich absolvierte für die Saarländer alle 16 Spiele in den Aufstiegsrunden 1972 und 1973. Eine realistische Chance zum Aufstieg hatten Hommrich und Kollegen gegen die Konkurrenten Kickers Offenbach, Rot-Weiss Essen und Darmstadt 98 dabei aber nicht. Im letzten Jahr der alten zweitklassigen Regionalliga Südwest kam Völklingen auf den vierten Rang und war damit für die neue 2. Fußball-Bundesliga qualifiziert. Neben den zwei Vizemeisterschaften ragten für den Westerwälder noch in den Runden 1972/73 und 1973/74 die Spiele gegen seinen Heimatverein Eisbachtaler Sportfreunde heraus, die in der Saison 1972 den Aufstieg in die Regionalliga erreicht hatten. Klaus Hommrich traf dabei auf seinen Bruder Horst, der als Libero eine feste Größe bei den Sportfreunden darstellte.
Die Anpassung an die gewachsene Gegnerschaft aus der vormaligen Regionalliga Süd – Karlsruher SC, FC Schweinfurt 05, FC Bayern Hof, TSV 1860 München, 1. FC Nürnberg, Waldhof Mannheim, SpVgg Bayreuth, Darmstadt 98, FC Augsburg – brachte auch unter dem erfahrenen Trainer Helmuth Johannsen in der Debütrunde der Süd-Liga 1974/75 nur den 13. Rang zustande. Am ersten Spieltag der 2. Bundesliga Süd gewann Hommrich mit seinen Mannschaftskameraden Jürgen Stars, Hans-Werner Kremer, Roland Latz, Gerd Paulus, Werner Martin, Lothar Weschke, Peter Piroth, Gerd Warken, Walter Spohr und Gilbert Dussier mit 2:1 Toren bei der SpVgg Bayreuth. Hommrich hatte in 32 Spielen mitgewirkt. Im zweiten Jahr, 1975/76, katapultierten die 29 Tore des Torschützenkönigs Karl-Heinz Granitza die Mannschaft von Neu-Trainer Herbert Binkert auf den sechsten Rang der Süd-Liga. Hommrich hatte dabei 33 der 38 Rundenspiele bestritten und drei Tore für Völklingen erzielt. Als der Torjäger aus finanziellen Gründen nach sieben Einsätzen in der Runde 1976/77 zu Hertha BSC transferiert werden musste, ging es mit Völklingen bergab. Am Rundenende stand der SV auf dem 16. Rang und verzichtete freiwillig auf die Lizenz für die nächste Zweitligasaison. Hommrich verabschiedete sich am 38. Spieltag mit der 1:4-Niederlage bei KSV Baunatal aus der 2. Liga. Insgesamt absolvierte Klaus Hommrich von 1974 bis 1977 in der 2. Bundesliga 96 Spiele und erzielte dabei vier Tore.
Hommrich hängte noch zwei Runden in Völklingen im Amateurlager an. 1977/78 reichte es im Hermann-Neuberger-Stadion zur Vizemeisterschaft in der Amateurliga Saarland und 1978/79 wurde in der erstmals ausgespielten Amateur-Oberliga Südwest der Titel nach Völklingen geholt. Hommrich ging aber nicht mehr mit in die 2. Fußball-Bundesliga, sondern übernahm zur Runde 1979/80 das Amt des Spielertrainers bei den Amateuren von 1860 München. Dort blieb er zunächst bis 1982 und agierte dann beim ASV Dachau ebenfalls als Spielertrainer. 1984/85 lief er erneut für die Reserve der Münchner Löwen auf, in sieben Ligaspielen schoss er ein Tor.